# Frontières de la Bosnie-Herzégovine

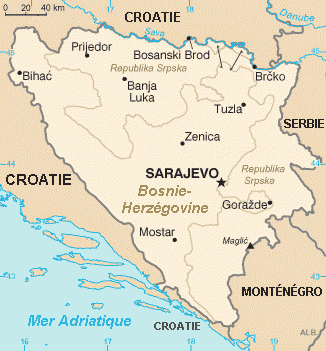
Carte de la Bosnie-Herzégovine (en clair), mettant en évidence ses frontières terrestres avec les pays voisins.

Cet article recense les frontières de la Bosnie-Herzégovine.

## Frontières

### Frontières terrestres
La Bosnie-Herzégovine partage des frontières terrestres avec ses 3 pays voisins, la Croatie, le Monténégro et la Serbie, pour un total de 1 459 km.
La frontière terrestre avec la Croatie, qui forme près des deux-tiers de l'ensemble des frontières bosniaques et s'étend au nord, à l'ouest et au sud du pays, est divisée en deux segments distincts, la région croate de Dubrovnik étant séparée du reste du pays par le petit accès de la Bosnie-Herzégovine à la côte de la mer Adriatique.
L’histoire et la géographie ont façonné diverses spécificités à ces frontières, dont une enclave bosniaque dans le territoire serbe, à Međurečje. À une vingtaine de kilomètres à l’ouest, une quasi-enclave serbe d’environ 1 km2 en territoire bosniaque.
Dans la région de Draksenić, la frontière n’a pas suivi les évolutions du cours de la rivière Una, définissant une série d’enclaves pratiques de part et d’autre de la rivière avec la Croatie.

### Frontières maritimes
La Bosnie-Herzégovine possède une petite frontière maritime avec la Croatie en mer Adriatique, près de la ville de Neum, définie par la ligne médiane entre les territoires des deux pays.

### Récapitulatif
Le tableau suivant récapitule l'ensemble des frontières de la Bosnie-Herzégovine :
| Pays       | Terre (km) | Mer (km) | Total (km) | Notes |
| ---------- | ---------- | -------- | ---------- | ----- |
| Croatie    | 932        | 15       | 947        |       |
| Monténégro | 225        | —        | 225        |       |
| Serbie     | 302        | —        | 302        |       |
| Total      | 1 459      | 15       | 1 474      |       |